# Krists Neilands
Krists Neilands (Ventspils, Letónia, 18 de agosto de 1994) é um ciclista letão que corre para a equipa Israel Cycling Academy.

## Palmarés
2015
- 2º no Campeonato da Letónia em Estrada
- 1 etapa do Tour de Borneo

2017
- 1 etapa do Tour de Azerbaizão[1]
- 3º no Campeonato da Letónia Contrarrelógio
- Campeonato da Letónia em Estrada

2018
- Dwars door het Hageland
- Campeonato da Letónia em Estrada

2019
- Tour de Hungria, mais 2 etapas

## Resultados nas Grandes Voltas
| Corrida         | 2013 | 2014 | 2015 | 2016 | 2017 | 2018 |
| --------------- | ---- | ---- | ---- | ---- | ---- | ---- |
| Volta a Itália  | -    | -    | -    | -    | -    | 73º  |
| Volta a França  | -    | -    | -    | -    | -    | -    |
| Volta a Espanha | -    | -    | -    | -    | -    | -    |

-: não participa 

Ab.: abandono 